# Telliskivis kreativa stadsdel

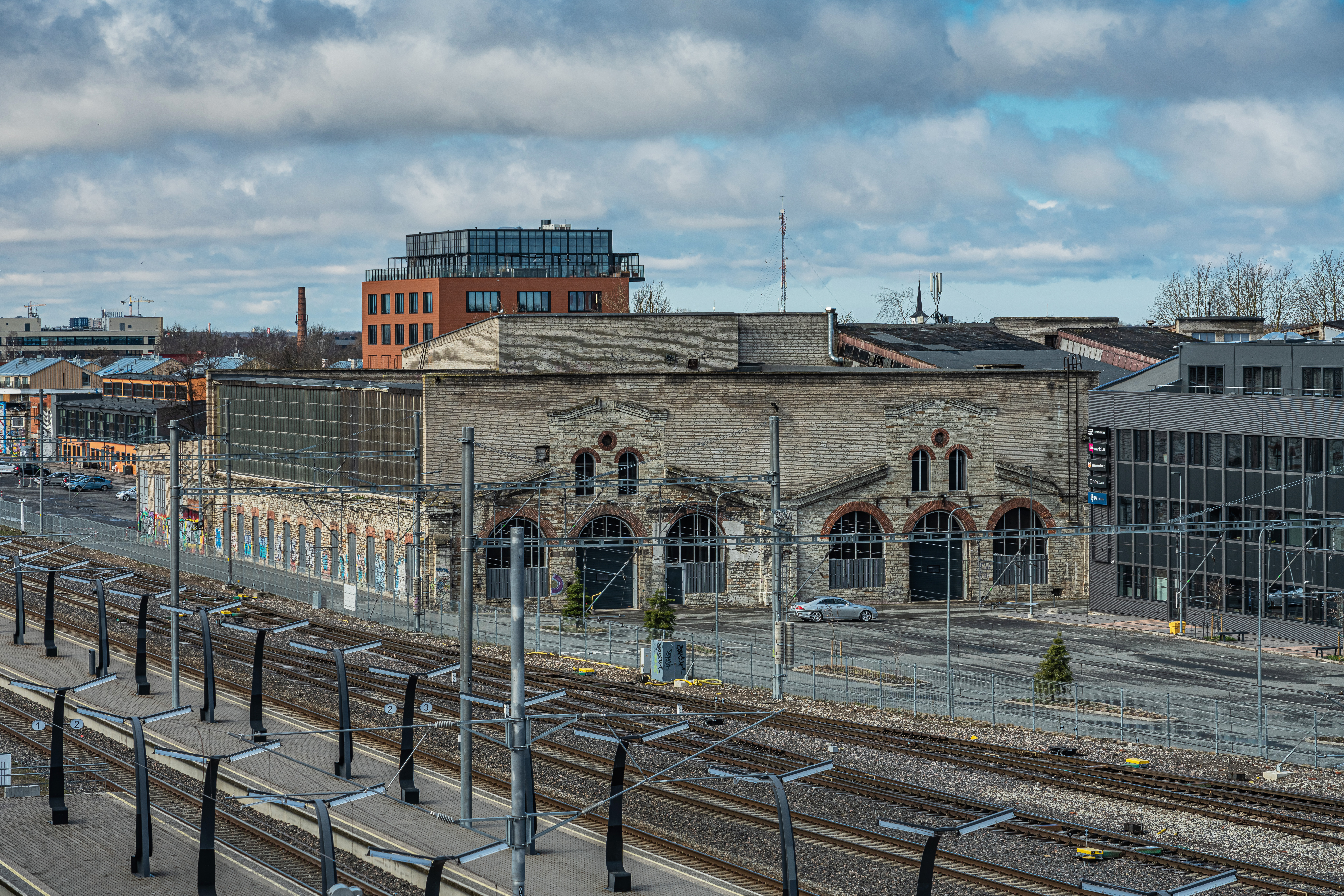

Telliskivis kreativa stadsdel (estniska: Telliskivi Loomelinnak) är ett område i stadsdelen Kalamaja i distriktet Põhja-Tallinn i Tallinn. 
Telliskivis kreativa stadsdel är det tidigare industriområdet Kalininfabriken söder om Kopligatan och öster om Telliskivigatan, där Baltiska järnvägen hade sitt huvudkontor och sina centrala verkstäder. Mellan 1873 och 1874 inrättades reparationsverkstäder och en lokomotivdepå med sex spår. Förutom reparationer skedde i verkstäderna nytillverkning av vagnar. Mikhail Kalinin, som senare blev statschef i Sovjetunionen, arbetade i verkstäderna 1902–1903.
Från 2009 har en gradvis omvandling av området till ett kulturcentrum skett, med små verkstäder, butiker, teater, kaféer och restauranger. I juni 2019 invigdes Fotografiska i den om- och påbyggda industribyggnaden "Punane Maja" ("Röda huset").
Telliskivis kreativa stadsdel har drygt tio byggnader och en total yta på över 25.000 m². Förutom ytor för småföretag, konsthantverkare och konstnärer samt restauranger, teatrar, konferenser och klubbar är Telliskiv värd för olika kulturevenemang.  

## Bildgalleri

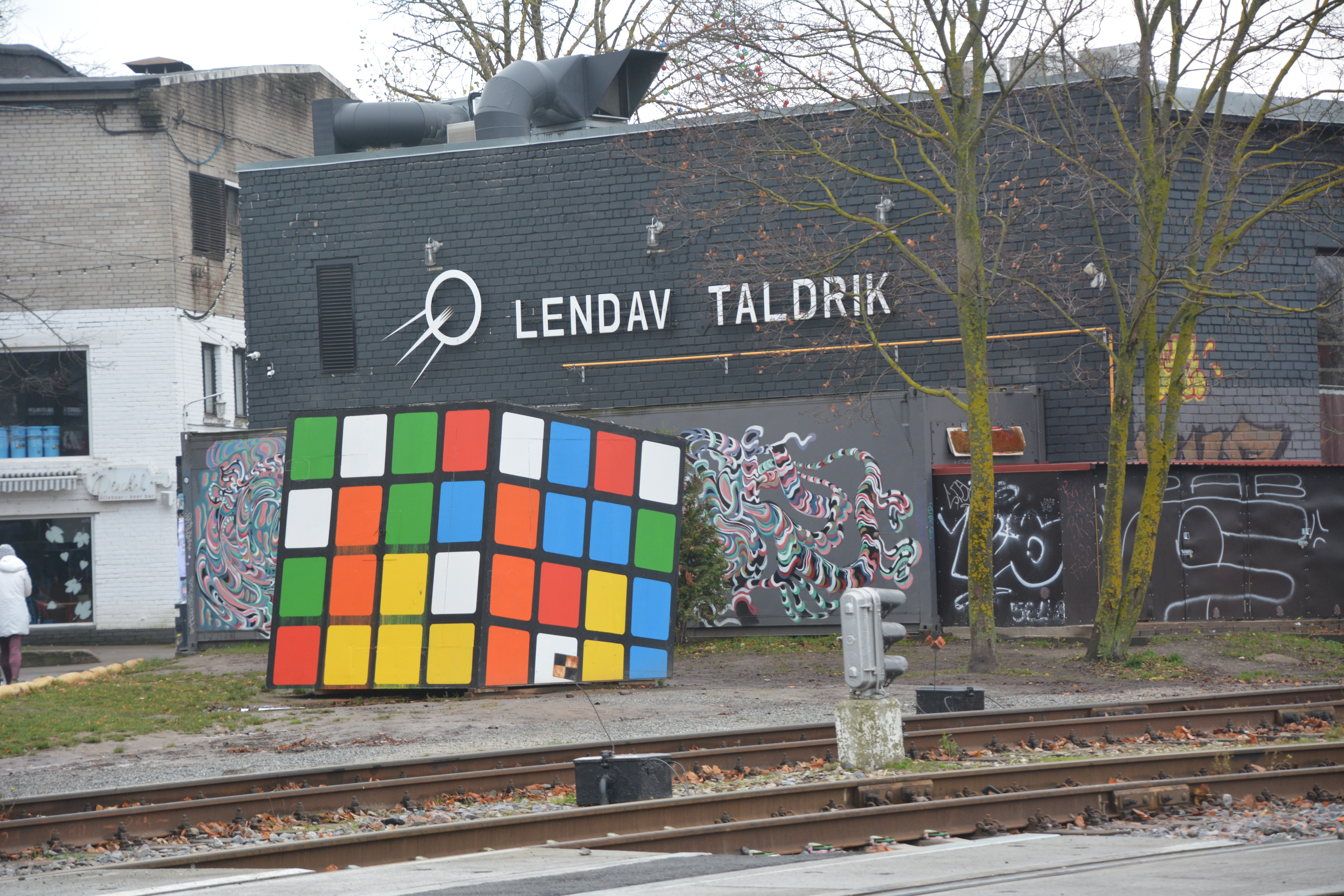
Rubiks kub vid Telliskivigatan